# Knud Herbert Sørensen (fodboldspiller, født 1934)
|  | Der er to Vejle-fodboldspillere med dette navn - den anden er Knud Herbert Prytz Sørensen |
Knud Herbert Sørensen (født d. 21. januar 1934) er en tidligere dansk fodboldspiller. Han opnåede fem kampe for Danmarks fodboldlandshold.

## Karriere
Knud Herbert Sørensen spillede hele karrieren i forsvaret hos Vejle Boldklub. Han var en elegant forsvarspiller, der med sit overblik kunne gribe ind på rette tidspunkt. Desuden var han kendt som en spasmager, der skabte masser af humør i truppen.
I 1956 var Knud Herbert Sørensen med til at spille Vejle Boldklub op i Danmarks fornemste række, hvor klubben forblev i 36 år, hvilket er rekord.
I 1958 oplevede Knud Herbert Sørensen karrierens højdepunkt som VB'er, da han var med til at vinde The Double – og tilmed blev Herbert Sørensen kåret til årets pokalfighter i pokalfinalen mod KB. Succesen i landspokalturneringen blev fulgt op året efter med en finalesejr på 1-0 over ærkerivalen AGF.
Blandt de mere kuriøse indslag i karrieren var Knud Herbert Sørensens tunnel på Bobby Charlton i en kamp mod England i 1960. Vejle Amts Folkeblad skrev følgende om Knud Herberts indsats i kampen:
"Knud Herbert Sørensen spillede elegant og fantasifuldt, og han havde held med sine frække driblinger, ligesom han ikke gik af vejen for at trille bolden mellem benene på Bobby Charlton og overtage den igen på den anden side af den unge berømthed. Det lo man meget af på Maine Road..." 
Knud Herbert Sørensen spillede sin afskedskamp for Vejle Boldklub d. 15. april 1962. På det tidspunkt havde han spillet 187 kampe for VB's førstehold og scoret 21 mål.